# أورو-نيميني تشانغيرو
أورو-نيميني تشانغيرو (بالفرنسية: Nimini Tchagnirou)‏ (مواليد 31 ديسمبر 1977) هو لاعب كرة قدم. يلعب مع منتخب توغو لكرة القدم. سبق له أن لعب في كأس العالم لكرة القدم مع منتخب بلاده.

## روابط خارجية
- أورو-نيميني تشانغيرو على موقع الاتحاد الدولي (مؤرشف)  (الإنجليزية)
- أورو-نيميني تشانغيرو على موقع قاعدة بيانات كرة القدم.إي يو (الإنجليزية)
- أورو-نيميني تشانغيرو على موقع ناشيونال فوتبول تيمز (الإنجليزية)
- أورو-نيميني تشانغيرو على موقع Soccerway.com (الإنجليزية)
- أورو-نيميني تشانغيرو على موقع عالم كرة القدم.نت (الإنجليزية)